# Alcis kaibatonis
Alcis kaibatonis är en fjärilsart som beskrevs av Matsumura 1931. Alcis kaibatonis ingår i släktet Alcis och familjen mätare. Inga underarter finns listade i Catalogue of Life.